# Johannes Voit (Musikpädagoge)
Johannes Voit (* 1. August 1980 in Nürnberg) ist ein deutscher Musikpädagoge und Hochschullehrer. 

## Leben
Er studierte die Fächer Schulmusik und Englisch für das Lehramt an Gymnasien in Dresden und Norwich und im Diplomstudiengang Komposition in Dresden bei Günter Schwarze und Jörg Herchet. Nach der Promotion im Fach Musikwissenschaft an der Hochschule für Musik Dresden zum Thema „Klingende Raumkunst. Imaginäre, reale und virtuelle Räumlichkeit in der Neuen Musik nach 1950“ war er als Musiker und Musikvermittler tätig, ehe er 2015 auf eine Juniorprofessur für Musikvermittlung an die Pädagogische Hochschule Karlsruhe berufen wurden. Seit 2018 ist er Professor für Musikpädagogik und Musikvermittlung an der Universität Bielefeld.